# زنبور درودگر زیتونی
زنبور درودگر زیتونی (نام علمی: Xylocopa olivacea) نام یک گونه از سرده زنبور درودگر است.